# Вальтер Койп
Вальтер Вільгельм Койп (нім. Walther Wilhelm Keup; 3 січня 1916, Берлін — 10 березня 1947, Бад-Наугайм)— німецький військовий медик, оберлейтенант медичної служби резерву вермахту. Кавалер Лицарського хреста Залізного хреста.

## Нагороди
- Залізний хрест 2-го і 1-го класу
- Штурмовий піхотний знак в сріблі
- Нагрудний знак «За поранення» в сріблі
- Лицарський хрест Залізного хреста (21 березня 1944) — як оберлейтенант медичної служби резерву і батальйонний лікар 1-го батальйону 202-го фузілерного полку 75-ї піхотної дивізії.